# Copa do Mundo CONIFA
A Copa do Mundo CONIFA (português brasileiro) ou Taça Mundial de Futebol CONIFA (português europeu) é um torneio internacional de futebol organizado pela CONIFA, uma associação guarda-chuva para os estados, minorias, povos desnacionalizados e regiões não afiliados à FIFA, que ocorre a cada dois anos desde 2014. Este torneio é o sucessor da Copa do Mundo VIVA, que foi realizada de 2006 a 2012.

## Hospedagem
A ConIFA é uma organização que fornece uma saída para países, entidades subnacionais, povos sem estado e minorias étnicas para jogar futebol internacional. Como vários de seus membros representam diásporas ou povos deslocados, nem sempre é possível para o anfitrião da Copa do Mundo de Futebol ser capaz de manter a competição em seu próprio "território". Como conseqüência disso, a ConIFA define o "anfitrião" da Copa do Mundo de Futebol como sendo a associação que lidera o comitê organizador, se o torneio é ou não jogado na área geográfica que a associação anfitriã representa ou não.

## História

### Lapônia 2014
Em maio de 2013 a ConIFA anunciou que a Lapónia tinha sido escolhido para sediar a Copa do Mundo ConIFA em Östersund, na Suécia. Seria um torneio para convidados disputado entre 1 e 8 de junho de 2014, com todas as partidas sendo realizadas no Jämtkraft Arena, com capacidade para 5 092 pessoas. Doze equipes participaram do torneio. A Catalunha e a Ilha de Páscoa foram pensados para serem potenciais participantes, mas acabaram declinando ou se retirando.
Paralelamente ao torneio, realizou-se em Östersund um festival que celebra a diversidade cultural das equipas envolvidas.
Das doze equipes convidadas, oito haviam participado anteriormente da Copa do Mundo VIVA.
Retiradas
O sorteio inicialmente incluía Quebec e Zanzibar. No entanto, em maio de 2014, foi anunciado que tanto Quebec quanto Zanzibar se retirariam do torneio. A equipe de Quebec tinha se afiliado à Federação de Futebol de Quebec, com a intenção de que a FSQ eventualmente se candidate à adesão à CONCACAF. Para este fim, a equipe só jogará internacionalmente contra equipes nacionais principais que são membros da CONCACAF ou da FIFA e deixarão de participar de competições de futebol fora da FIFA. A equipe de Zanzibar foi incapaz de obter vistos para entrar na Suécia e foi assim forçada a sair do torneio. O lugar de Quebec foi tomado por Ossétia do Sul, enquanto Zanzibar foi substituído pelo Condado de Nice.

### Abecásia 2016
O torneio de 2016 foi o primeiro a dispor de uma medida de qualificação, em vez de todas as equipes serem convidadas. Em abril de 2015, a ConIFA, durante o anúncio da composição final da Copa Europeia ConIFA de 2015, anunciou que as três melhores equipes nessa competição ganhariam entrada automática no WFC de 2016. Também em abril, a equipe de Ellan Vannin anunciou que iria jogar dois jogos de caridade contra Alderney, que usaria os jogos como jogos de aquecimento para o torneio Island Games, em que Alderney competiria junto com a Ilha de Man. Posteriormente, em maio de 2015, duas semanas antes das datas programadas para os dois jogos, a ConIFA e o MIFA anunciaram a sua expansão para outras quatro equipes, participando também o Panjabe e a Alta Hungria. A ConIFA também anunciou que o vencedor do Niamh Challenge Cup ganharia a entrada automática na competição. Um outro torneio de quatro equipes, o Benedikt Fontana Cup, foi anunciado para ser organizado pela Récia para ocorrer durante a European Football Cup. Isto igualmente caracterizaria a Alta Hungria, bem como os anfitriões e o Arquipélago de Chagos, a também servirem como um torneio de qualificação para a competição.

### Barawa 2018
A competição de 2018 viu o torneio ter se expandido de 12 para 16 equipes, e contou com um conjunto completo de critérios de qualificação estabelecidos pela ConIFA. Além dos vários torneios amistosos sancionados como eliminatórias, o torneio de 2018 incluiu pontos no ranking atribuídos a jogos disputados por membros, que foram para a atribuição de vários lugares continentais às várias zonas geográficas da ConIFA. Pela primeira vez, times da América do Norte e Oceania ganharam lugares na competição.
Em junho de 2017, na reunião realizada durante a Copa Europeia ConIFA de 2017 no Chipre do Norte, foi anunciado que Barawa seria o anfitrião da Copa do Mundo ConIFA de 2018, com o anúncio da localização real do torneio (devido à Associação de Futebol de Barawa representar parte da diáspora somali e estar localizada no Reino Unido) posteriormente anunciado como Londres em setembro de 2017.

### Macedônia do Norte 2020
Em janeiro de 2019, na Assembléia Geral Anual da ConIFA em Cracóvia, na Polônia, a Somalilândia foi votada em uma votação não vinculante antes que a decisão fosse finalizada pelo Comitê Executivo no dia seguinte. A edição de 2020 seria a primeira Copa do Mundo ConIFA a ser realizada fora da Europa, com a ex-anfitriã Barawa realizando a competição em Londres. Entretanto, em 19 de agosto de 2019, a ConIFA anunciou que a copa não seria realizada na Somalilândia devido a dificuldades logísticas. Em dezembro de 2019, a CONIFA anunciou que o torneio realocado ocorreria em Escópia, Macedônia do Norte.

## Títulos

### Por seleções
| Seleção         | Títulos  | Vice     | Terceiro | Quarto   |
| --------------- | -------- | -------- | -------- | -------- |
| Condado de Nice | 1 (2014) | -        | -        | -        |
| Abecásia        | 1 (2016) | -        | -        | -        |
| Transcarpátia   | 1 (2018) | -        | -        | -        |
| Ellan Vannin    | -        | 1 (2014) | -        | -        |
| Panjabe         | -        | 1 (2016) | -        | -        |
| Chipre do Norte | -        | 1 (2018) | 1 (2016) | -        |
| Arameus         | -        | -        | 1 (2014) | -        |
| Padânia         | -        | -        | 1 (2018) | 1 (2016) |
| Ossétia do Sul  | -        | -        | -        | 1 (2014) |
| País Sículo     | -        | -        | -        | 1 (2018) |

## Participantes
Legenda
- 1º – Campeão
- 2º - Vice-campeão
- 3º - Terceiro lugar
- 4º - Quarto lugar
- ••  –  Classificado(a), mas desistiu de participar
- •  – Não participou
- ×  - Não entrou / Retirou-se / Banido(a) / Entrada não aceita pela CONIFA
- – País Sede
- Q - Qualificado(a) para o próximo torneio

| Equipe                | 2014 (12) | 2016 (12) | 2018 (16) | 2025 (16) | Total |
| --------------------- | --------- | --------- | --------- | --------- | ----- |
| Abecásia              | 8º        | 1º        | 9º        | Q         | 4     |
| ANBM                  | ×         | ×         | ×         | Q         | 1     |
| Arameus               | 3°        | •         | •         |           | 1     |
| Armênia Ocidental     | •         | 7º        | 7º'       |           | 2     |
| Arquipélago de Chagos | •         | 12º       | •         |           | 1     |
| Artsaque              | 9º        | •         | •         |           | 1     |
| Barawa                | ×         | ×         | 8º        |           | 1     |
| Cabília               | ×         | ×         | 10º       | Q         | 2     |
| Cantão de Ticino      | ×         | ×         | ×         | Q         | 1     |
| Cascádia              | ×         | ×         | 6º        |           | 1     |
| Caxemira              |           |           |           | Q         | 1     |
| Chipre do Norte       | •         | 3º        | 2º        |           | 2     |
| Condado de Nice       | 1º        | ••        | •         |           | 1     |
| Coreanos no Japão     | •         | 8º        | 11º       |           | 2     |
| Cornualha             | ×         | ×         | ×         | Q         | 1     |
| Curdistão             | 6º        | 6º        | •         | Q         | 3     |
| Darfur                | 12º       | •         | •         |           | 1     |
| Ellan Vannin          | 2º        | ••        | 16º       |           | 2     |
| Lapônia               | 10º       | 5º        | •         |           | 2     |
| Matabelelândia        | ×         | ×         | 13º       |           | 1     |
| Maule Sur             | ×         | ×         | ×         | Q         | 1     |
| Occitânia             | 7º        | ••        | •         |           | 1     |
| Ossétia do Sul        | 4º        | •         | •         | Q         | 2     |
| Padânia               | 5º        | 4º        | 3º        |           | 3     |
| País Sículo           | •         | 9º        | 4º        | Q         | 3     |
| Panjabe               | •         | 2º        | 5º        | Q         | 3     |
| Récia                 | •         | 11º       | •         | Q         | 2     |
| São Paulo FAD         | ×         | ×         | ×         | Q         | 1     |
| Somalilândia          | •         | 10º       | •         |           | 1     |
| Tamil Eelam           | 11º       | •         | 14º       | Q         | 3     |
| Tibete                | ×         | ×         | 12º       | Q         | 2     |
| Transcarpátia         | ×         | ×         | 1º        | Q         | 2     |
| Tuvalu                | ×         | ×         | 15º       |           | 1     |

## Artilheiros
| Ano  | Jogador        | Gols |
| ---- | -------------- | ---- |
| 2014 | Artur Yelbayev | 9    |
| 2016 | Amar Purewal   | 7    |
| 2018 | Kamaljit Singh | 6    |